# Великий Двор (Кадуйский район)
Вели́кий Двор — деревня в Кадуйском районе Вологодской области.
Входит в состав сельского поселения Семизерье (до 2015 года входила в Барановское сельское поселение), с точки зрения административно-территориального деления — в Барановский сельсовет.
Расстояние по автодороге до районного центра Кадуя — 83 км, до центра сельсовета деревни Барановская — 11 км. Ближайшие населённые пункты — Горка, Еремеево, Семеновская.
По переписи 2002 года население — 5 человек.